# EUR Palasport (métro de Rome)
EUR Palasport est une station de la ligne B du métro de Rome. Elle tient son nom de sa localisation avec le quartier de l'EUR et de sa proximité avec le palais des sports de Rome.

## Situation sur le réseau
Établie en souterrain, la station EUR Palasport est située sur la ligne B du métro de Rome, entre les stations EUR Magliana, en direction de Rebibbia (B) ou Jonio (B1), et EUR Fermi, en direction de Laurentina.

## Histoire
La station a été inaugurée en 1955 sous le nom de EUR Marconi et a reçu son nom actuel, du fait de sa proximité avec des installations sportives créées à l'occasion des Jeux olympiques d'été de 1960, après l'ouverture de la station Marconi en 1993.

## À proximité
- Le PalaLottomatica
- Le lac artificiel de l'EUR et son parc
- La basilique Santi Pietro e Paolo
- L'avenue commerciale Viale Europa
- Euroma 2, le centre commercial le plus grand d'Europe